# Она (филм из 2016)
Она (фр. Elle) психолошки је трилер из 2016. у француско-немачко-белгијској копродукцији. Режирао га је холандски режисер Пол Верховен, док је сценарио написао Дејвид Берк на основу романа Ох... Филипа Ђиана. Главна протагонисткиња филма је Мишел Лебланк (тумачи је Изабел Ипер), која након што је силована од стране непознатог мушкарца у свом дому, започиње игру мачке и миша са насилником.
Филм Она је први Верховенов филм након десетогодишње паузе. Првобитно је био план да се филм сними на енглеском језику, али се одустало од те идеје, јер је редитељ схватио да не може снимити филм овако деликатне тематике у оквиру правила пуританске политичке коректности у САД, али и због немогућности да се пронађе одговарајућа глумица вољна да глуми овакву улогу. Никол Кидман, Дајана Лејн, Џулијана Мур, Кејт Бланчет и Кејт Винслет само су неке од оних које су одбиле сарадњу, након што су прочитале сценарио. Када је Верховен добио понуду да филм режира у Француској, искористио је прилику да ангажује Изабел Ипер, са којом је дуго желео да сарађује. Ипер је, пре него што јој је понуђена улога, прочитала роман, а и по сопственим речима дугогодишња је обожаватељка филмова Пола Верховена.
Филм је премијерно приказан на Канском фестивалу 2016, у оквиру главног такмичарског програма. Филмски критичари су га оценили позитивним филмским рецензијама. Био је званични кандидат Француске за 89. доделу Оскара, али није ушао у ужи круг. Освојио је два Златна глобуса - за најбољу главну глумицу у играном филму (драма) и за најбољи филм ван енглеског говорног подручја.